# Tat'jana Petrova Archipova
Tat'jana Valer'evna Petrova Archipova (in russo Татьяна Петрова Архипова?; 8 aprile 1983) è una mezzofondista, maratoneta e siepista russa.

## Palmarès
| Anno | Manifestazione    | Sede      | Evento        | Risultato | Prestazione | Note                          |
| ---- | ----------------- | --------- | ------------- | --------- | ----------- | ----------------------------- |
| 2002 | Mondiali juniores | Kingston  | 3000 m piani  | 4ª        | 9'17"83     |                               |
| 2002 | Mondiali juniores | Kingston  | 5000 m piani  | 6ª        | 16'04"10    |                               |
| 2003 | Europei under 23  | Bydgoszcz | 5000 m piani  | Argento   | 16'02"79    |                               |
| 2005 | Europei under 23  | Erfurt    | 5000 m piani  | Argento   | 16'01"79    |                               |
| 2005 | Europei under 23  | Erfurt    | 10000 m piani | Oro       | 33'55"99    |                               |
| 2006 | Europei           | Göteborg  | 3000 m siepi  | Argento   | 9'28"05     |                               |
| 2007 | Mondiali          | Osaka     | 3000 m siepi  | Argento   | 9'09"19     | Miglior prestazione personale |
| 2008 | Giochi olimpici   | Pechino   | 3000 m siepi  | Bronzo    | 9'12"33     |                               |
| 2012 | Giochi olimpici   | Londra    | Maratona      | Bronzo    | 2h23'29     |                               |

### Altro
- Maratona di Los Angeles: 1 oro (2009)